# 米利扎克-吉普龙韦勒
米利扎克-吉普龙韦勒（法語：Milizac-Guipronvel，法語發音：[milizak ɡipʁɔ̃vɛl]）是法国菲尼斯泰尔省的一个市镇，属于布雷斯特区。该市镇于2017年由原市镇米利扎克和吉普龙韦勒合并而成，行政中心位于吉普龙韦勒。

## 地理
米利扎克-吉普龙韦勒（48°29'28"N, 4°34'23"W）面积41.62 平方千米，位于法国布列塔尼大區菲尼斯泰尔省，该省份为法国最西部的省份，位于布列塔尼半岛西部，北西南三面环大西洋，东临阿摩尔滨海省和莫尔比昂省。
与米利扎克-吉普龙韦勒接壤的市镇（或旧市镇、城区）包括：特雷韦尔加特、普卢甘、科阿特梅阿勒、布朗堡、布雷斯特、博阿尔、吉莱尔、圣勒南、朗里沃阿雷。
米利扎克-吉普龙韦勒的时区为UTC+01:00、UTC+02:00（夏令时）。

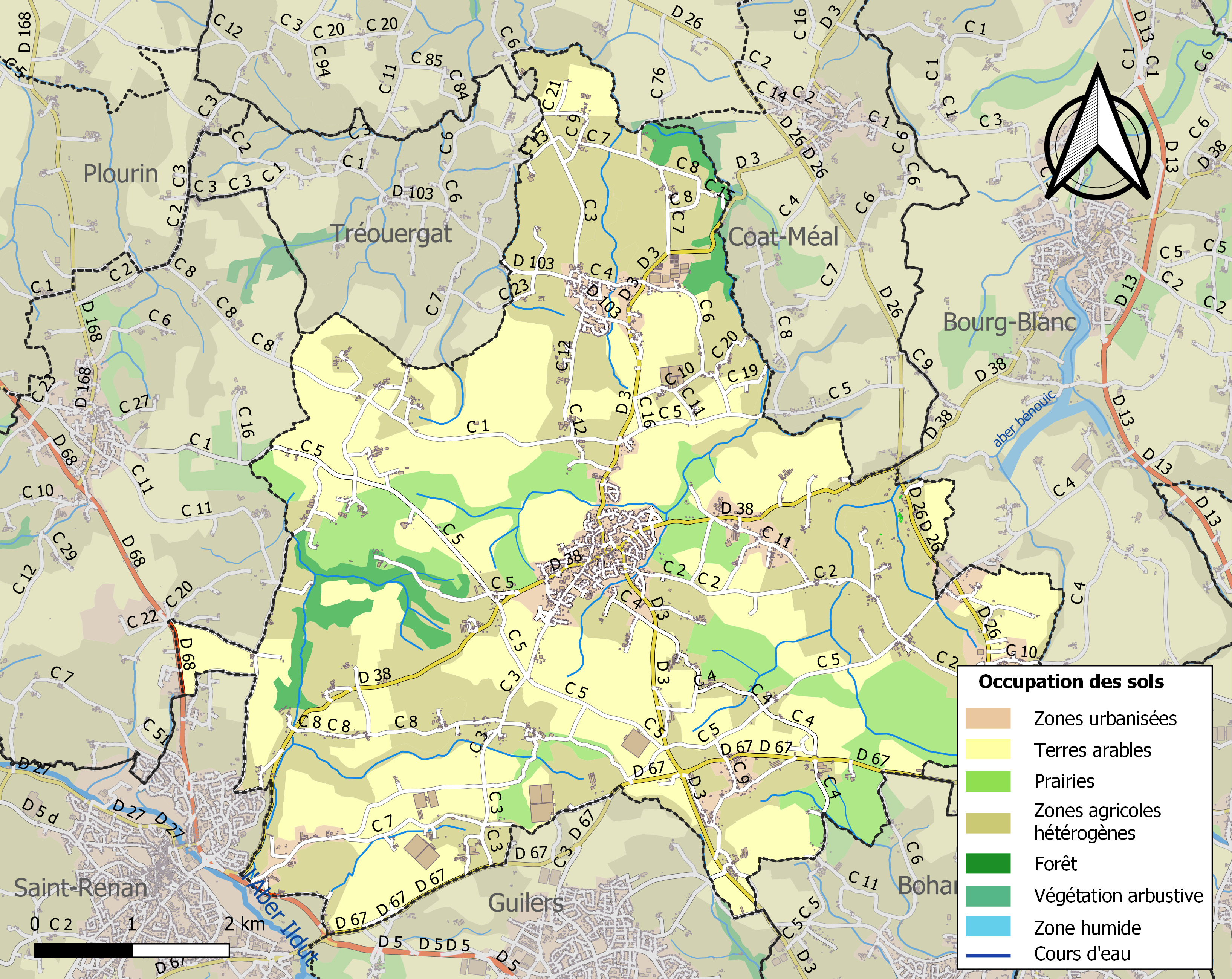
米利扎克-吉普龙韦勒的OSM定位图

## 行政
米利扎克-吉普龙韦勒的邮政编码为29290，INSEE市镇编码为29076。

## 政治
米利扎克-吉普龙韦勒所属的省级选区为圣勒南县。

## 人口
米利扎克-吉普龙韦勒于2022年1月1日时的人口数量为4733人。